# باشگاه فوتبال شباب اطلس خنیفره
باشگاه فوتبال شباب اطلس خنیفره یک باشگاه فوتبال مراکشی است که در حال حاضر در لیگ دسته اول مراکش بازی می‌کند. این باشگاه در شهر خنیفره واقع شده است. این باشگاه در فصل ۱۴–۲۰۱۳ در جایگاه دوم لیگ دسته دوم مراکش قرار گرفت که منجر به صعود به دسته اول شد.